# Stegotetrabelodon
Stegotetrabelodon (лат.) — вымерший род млекопитающих из семейства слоновых, анатомически напоминающих гомфотериев.

## Описание
Известны с позднего миоцена до раннего плиоцена Африки и Евразии. Типовой вид S. syrticus из позднего миоцена Африки, который достигал примерно 4 м высоты в плечах и 11—12 тонн веса. Другим однозначно признанным видом является S. orbus, также из позднего миоцена Африки. Другие виды за пределами Африки сомнительно относятся к этому роду, включая зубы из позднего миоцена Венгрии и Ирана. Первоначально описанные как принадлежащие к подроду Mastodon подрода Bunolophodon, китайские экземпляры, первоначально описанные как принадлежащие к Mastodon, а также к Tetralophodon и Stegodon, и разновидности из позднемиоценовой формации Dokh Pathan в Пакистане, S. maluvalensis.
В декабре 2006 года небольшая группа членов Группы естественной истории Эмиратов обнаружили несколько окаменевших следовых дорожек хоботных, предположительно принадлежащих представителю Stegotetrabelodon, на большом известняковом обнажении среди песчаных дюн. Самая длинные из этих дорожек имеют длину 290 м и 170 м.